# یوساکو هیگا
یوساکو هیگا (ژاپنی: 比嘉 雄作؛ زادهٔ ۱۳ ژوئن ۱۹۸۷) یک بازیکن فوتبال اهل ژاپن است.
از باشگاه‌هایی که در آن بازی کرده‌است می‌توان به باشگاه فوتبال بلاوبلیتز آکیتا اشاره کرد.